# Ardisia calophylloides
Ardisia calophylloides är en viveväxtart som beskrevs av Pitard. Ardisia calophylloides ingår i släktet Ardisia och familjen viveväxter. Inga underarter finns listade i Catalogue of Life.